# (1997) Leverrier
(1997) Leverrier – planetoida z pasa głównego asteroid okrążająca Słońce w ciągu 3 lata i 105 dni w średniej odległości 2,21 j.a. Została odkryta 14 września 1963 roku w Goethe Link Observatory niedaleko Brooklynu w stanie Indiana w ramach Indiana Asteroid Program. Nazwa planetoidy pochodzi od Urbaina Le Verrier (1811–1877), francuskiego matematyka i astronoma. Przed nadaniem nazwy planetoida nosiła oznaczenie tymczasowe (1997) 1963 RC.